# Snovač zahradní
Snovač zahradní (Ploceus cucullatus) je malý zpěvný pták z čeledi snovačovitých.

## Výskyt
Obývá širokou řadu otevřených nebo řídce porostlých krajin, zejména pak lesy a hojně i vesnice a města na velkém území subsaharské Afriky. Jako nepůvodní druh se dnes vyskytuje i na ostrovech Hispaniola, Mauricius a Réunion.

## Popis
Snovač zahradní je 15–17 cm velký zavalitý pták se silným zobákem a tmavýma rudýma očima. Jedinci ze severních populací mají ve svatebním šatě černou hlavu lemovanou kaštanově hnědým opeřením, u jedinců z populací jižních je však poměr černé a hnědé výrazně nižší a jedinci z nejjižnějších populací pak mají pouze tmavý obličej a hrdlo, zatímco zátylek a temeno mají žluté. Ve všech poddruzích samci mají také černý zobák, černo-žlutě zbarvenou vrchní část těla a žlutou spodinu. V prostém šatě se samci velmi podobají samicím, které mají zelené pruhy na hřbetě, žluto-černá křídla a světle žlutou spodinu těla.

## Ekologie
Živí se zejména semeny, ale požírá také hmyz, zejména během hnízdního období. Hnízdí v koloniích. Staví velké, doslova z trávy a listů spletené hnízdo zavěšené na větvi stromů. Samice do něj následně klade 2–3 vejce.

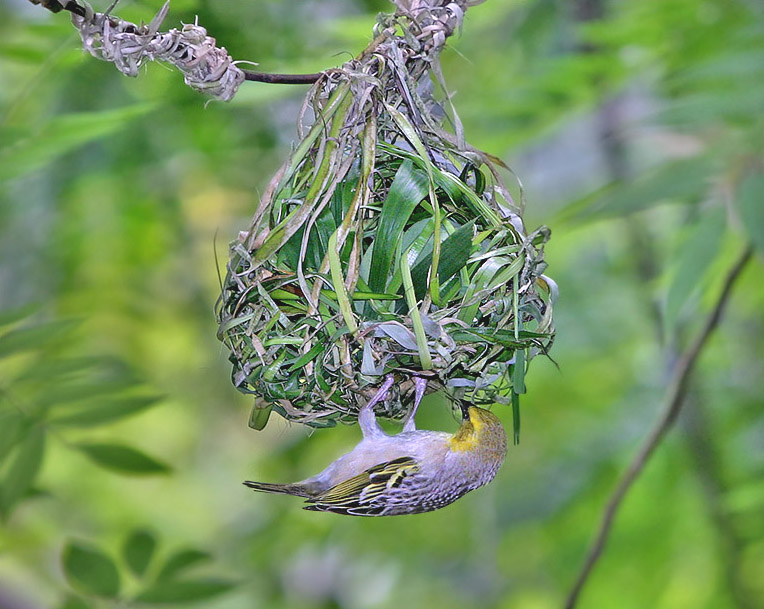
Snovač zahradní během stavby hnízda
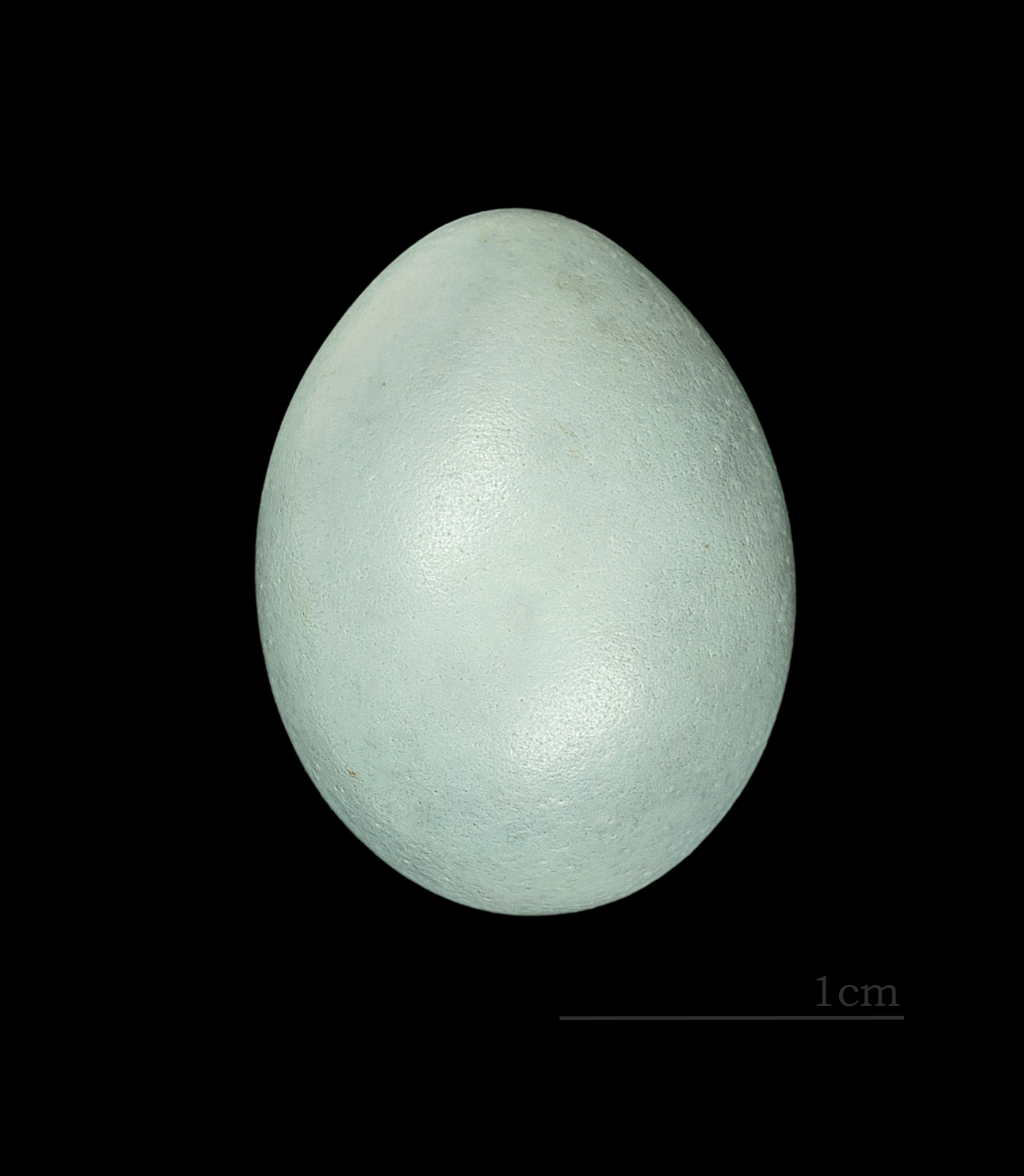
Vejce snovače zahradního (Ploceus cucullatus)